# Hikaru Satō
Hikaru Satō (japanisch 佐藤 光 Satō Hikaru; * 5. April 1999) ist eine japanische Tennisspielerin.

## Karriere
Satō spielt vor allem auf Turnieren der ITF Women’s World Tennis Tour, bei denen sie bislang zwei Einzel- und acht Doppeltitel gewonnen hat.

### College Tennis
2018 bis 2020 spielte Satō für das Damentennisteam der Washington State Cougars der Washington State University, 2020 bis 2023 für die Huskies der University of Washington.

## Turniersiege

### Einzel
| Nr. | Datum             | Turnier             | Kategorie | Belag     | Finalgegnerin     | Ergebnis      |
| --- | ----------------- | ------------------- | --------- | --------- | ----------------- | ------------- |
| 1.  | 21. Juli 2024     | Nakhon Si Thammarat | ITF W15   | Hartplatz | Ayumi Koshiishi   | 6:4, 6:4      |
| 2.  | 8. September 2024 | Nakhon Si Thammarat | ITF W35   | Hartplatz | Marija Tkatschowa | 4:6, 6:3, 6:2 |

### Doppel
| Nr. | Datum             | Turnier                  | Kategorie | Belag     | Partnerin       | Finalgegnerinnen                                  | Ergebnis           |
| --- | ----------------- | ------------------------ | --------- | --------- | --------------- | ------------------------------------------------- | ------------------ |
| 1.  | 23. Juli 2022     | Cancun                   | ITF W15   | Hartplatz | Vanessa Wong    | Alicia Herrero Linana Melany Solange Krywoj       | 6:2, 6:4           |
| 2.  | 22. Dezember 2023 | Papamoa                  | ITF W25   | Hartplatz | Mio Mushika     | Michaela Bayerlová Alana Parnaby                  | 6:4, 5:7, [10:8]   |
| 3.  | 31. August 2024   | Nakhon Si Thammarat      | ITF W35   | Hartplatz | Kanako Morisaki | Natsumi Kawaguchi Momoko Kobori                   | 6:2, 6:3           |
| 4.  | 7. September 2024 | Nakhon Si Thammarat      | ITF W35   | Hartplatz | Kanako Morisaki | Shrivalli Rashmikaa Bhamidipaty Vaidehi Chaudhari | 6:3, 2:6, [10:8]   |
| 5.  | 1. Dezember 2024  | Carrara                  | ITF W75   | Hartplatz | Eri Shimizu     | Erina Hayashi Kanako Morisaki                     | 60:7, 6:3, [10:6]  |
| 6.  | 22. März 2025     | Solarino                 | ITF W35   | Teppich   | Hiromi Abe      | Celia Cerviño Ruiz Lucía Cortez Llorca            | 6:2, 6:3           |
| 7.  | 5. April 2025     | Santa Margherita di Pula | ITF W35   | Sand      | Ikumi Yamazaki  | Jessica Pieri Tatiana Pieri                       | 7:5, 2:6, [10:4]   |
| 8.  | 12. April 2025    | Santa Margherita di Pula | ITF W35   | Sand      | Ikumi Yamazaki  | Katharina Hobgarski Antonia Schmidt               | 7:64, 1:6, [12:10] |